# Pachytriton moi
Espèce
Pachytriton moi est une espèce d'urodèles de la famille des Salamandridae. 

## Répartition
Cette espèce est endémique du Nord-Est du Guangxi en Chine. 

## Description
Le mâle mesure 100,2 mm.

## Étymologie
Cette espèce est nommée en l'honneur de Yun-ming Mo.

## Publication originale
- Nishikawa, Jiang & Matsui, 2011 : Two new species of Pachytriton from Anhui and Guangxi, China (Amphibia: Urodela: Salamandridae). Current Herpetology, vol. 30, p. 15-31.